# La La Land (kislemez)
A La La Land egy dal Demi Lovato amerikai énekestől. Szerzője Lovato, Joe Jonas, Kevin Jonas és Nick Jonas voltak, a produceri munkákat a Jonas Brothers és John Fields végezte. A dal Lovato debütáló, 2008-as Don’t Forget című albumán kapott helyet. 2009. április 10-én jelent meg kislemezként a Hollywood Records gondozásában. A La La Land azon hat dal egyike, melyen a Jonas Brothers dolgozott, mind vokállal, mind gitárral. Demi arról írta a számot, hogy maradj önmagad, és ne hagyd, hogy Hollywood befolyásoljon. Zeneileg a szám egy gitárral vezetett pop-rock stílusú felvétel.
A dalt a kritikusok pozitívan fogadták. A La La Land a Billboard Hot 100 52., míg a brit kislemezlista 35. helyéig jutott. Az ír kislemezlistán első helyezett lett. Ausztráliában és Németországban kevésbé volt népszerű, a toplisták alsó szegmensébe került az eladások alapján. Az ehhez tartozó videóklip Brendan Malloy és Tim Wheeler rendezésében készült, akik a dal témájához illő videót forgattak. A kisfilm egyben a Sonny, a sztárjelölt című Disney Channel-es sorozatot is promotálta.

## Háttér és kiadás
A La La Land azon hat dal egyike, melyen a Jonas Brothers dolgozott. Lovato számára fontos volt az ő munkájuk, erről így nyilatkozott: „Csak nézd meg milyen sikeresek. Bármikor szívesen fogadom a munkájukat, nyilvánvaló, hogy valamit jól csinálnak.” Az együttes vokállal és gitárral segítette a dalt. Producerei is ők voltak John Fields mellett, aki a basszust és a billentyűket is biztosította. Devin Bronson gitározott, míg Dorian Crozier dobon játszott. Lovato egy interjúban elárulta, hogy a dal arról szól, hogy légy önmagad, amikor „a hírnév nyomása” vesz téged körül. Így nyilatkozott: „Eljutsz Hollywood-ba, és sokan megpróbálnak átformálni téged azzá amit ők akarnak. A dal arról szól, hogy maradj önmagad amikor Hollywood-ban vagy.” 2009. április 10-én jelent meg a dal az album második kislemezeként. Május 31-én került kiadásra az Egyesült Királyságban, egy új, Behind Enemy Lines című dallal. CD formában június 1-jén jelent meg a This Is Me élő változatával.

## Videóklip
A La La Land videóklipjét Brendan Malloy és Tim Wheeler rendezte. Ezzel a Sonny, a sztárjelölt című sorozatot is promotálta. Egy interjúban elárulta Demi, ez az, ami „igazán jellemzi a show-t. Izgatott vagyok.” Malloy, a videó egyik rendezője így vélekedett a kisfilmről: „Az ötlet a videóhoz egy rendkívül reális világ létrehozása volt […] A hírnév mindenki fejét megtámadta. Olyan, mintha csak Lovato maradna önmaga.” A kisfilm 2008. december 19-én debütált a Disney Channel-en. 2009. január 20-án került fel iTunes Store-ra.
A klipben a Sonny, a sztárjelölt egyéb szereplői is megjelentek: Allisyn Ashley Arm, Doug Brochu, Sterling Knight, Michael Kostroff, Brandon Mychal Smith és Tiffany Thornton.

## Élő előadások

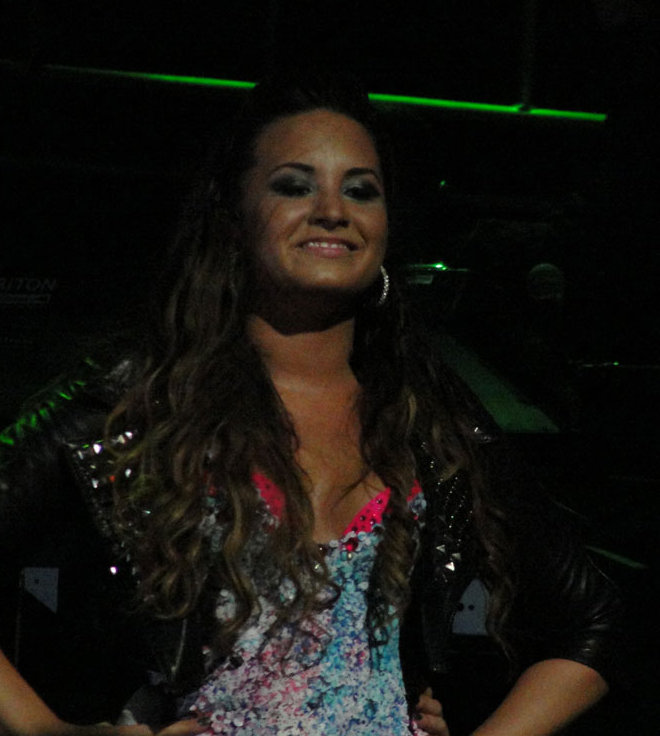
Lovato a La La Land előadása alatt a Club Nokia-ban, 2011. szeptemberében.

Lovato a dalt a Get Back mellett a Kids' Inaugural: "We Are the Future" rendezvényen adta elő 2009. január 19-én a Verizon Center-ben. Április 7-én a Dancing with the Stars nyolcadik évadjában lépett fel a számmal. Az előadás során Benji Schwimmer és Tori Smith táncoltak. 2009. április 25-én a My Camp Rock zenei verseny döntőjében adta elő a dalt, ahol a nyertes díját is ő adta át.
2008 nyarán Demi a Burnin' Up Tour állomásain adta elő a dalt, hiszen a Jonas Brothers koncertkörútján nyitóelőadóként szerepelt. 2009-ben elkezdte saját, Summer Tour 2009 elnevezésű turnéját. 2010-ben dél-amerikai koncertkörútja során is előadta a számot. A Jonas Brothers Live in Concert World Tour 2010 állomásain is előadta a La La Land-et. 2011 szeptemberében az An Evening with Demi Lovato turné keretei között énekelte el, egy egyveleg részeként.

## Számlista és formátumok
| - CD kislemez 1. La La Land – 3:16 2. This Is Me (Élőben a Jonas Brothers-szel) – 3:22 - Digitális letöltés 1. La La Land – 3:16 2. Behind Enemy Lines – 2:49 | - Digitális EP 1. La La Land – 3:16 2. La La Land (Wideboys Radio Mix) – 3:13 3. La La Land (Wideboys Club Mix) – 6:09 |

## Közreműködők
- Demi Lovato – szerző, vokál
- John Fields – producer, basszus, gitár, billentyűk, programozás
- Kevin Jonas II – szerző, gitár, vokál
- Devin Bronson – gitárszóló
- Dorian Crozier – dob
- Joe Jonas – szerző, vokál
- John Taylor – gitár, vokál
- Nick Jonas – szerző, gitár, vokál
- Jonas Brothers – producerek

Forrás:

## Slágerlistás helyezések
| Kislemezlista (2009)                         | Legjobb helyezés |
| -------------------------------------------- | ---------------- |
| Ausztrália (ARIA)                            | 76               |
| European Hot 100 Singles                     | 91               |
| Németország (Media Control AG)               | 82               |
| Írország (IRMA)                              | 30               |
| Brit kislemezlista (Official Charts Company) | 35               |
| US Billboard Hot 100                         | 52               |
| US Pop 100 (Billboard)                       | 93               |